# Charlotte Ballet
Charlotte Ballet è la più antica compagnia di balletto professionale della Carolina del Nord. È stata fondata da Robert Lindgren, ex Dean of Dance alla University of North Carolina School of the Arts nel 1970. Attualmente ha 22 ballerini ed è la sede della Charlotte Ballet Academy.

## Repertorio
Il Charlotte Ballet ha eseguito un vasto repertorio nel corso degli anni.

### George Balanchine
- The Four Temperaments
- Agon
- Stars and Stripes
- A Midsummer Night's Dream
- Divertimento No. 15
- Stravinsky Violin Concerto
- Apollo
- Serenade
- Rubies
- Who Cares?

### Marius Petipa
- Il lago dei cigni
- La bella addormentata

### Twyla Tharp
- Nine Sinatra Songs
- The Golden Section

### Altri classici
- Lo schiaccianoci (Coreografato da Salvatore Aiello, poi Jean-Pierre Bonnefoux)
- Cinderella (Coreografato da Jean-Pierre Bonnefoux)
- Romeo and Juliet (Coreografato da Septime Webre)
- Carmina Burana (Coreografato da Jean-Pierre Bonnefoux)
- The Little Mermaid (Coreografato da Mark Diamond)

## Insegnamento
Charlotte Ballet è la società madre della Charlotte Ballet Academy, ex North Carolina Dance Theatre School of Dance. La scuola è stata fondata nel settembre 1993. Nel 1997 sono state istituite 3 sedi satellitari per ospitare le divisioni di livello 5 e una divisione aperta. La scuola offre ora un programma di conservatorio, sviluppato nel 2004, per gli studenti di danza seri che desiderano integrare le loro lezioni di danza con i loro docenti.